# 西安外环高速公路
西安外环高速公路，简称西安外环，是陕西省“2367”高速公路网的环线之一，位于西安绕城高速以外直线距离14至18公里。路线经过西安市临潼区、高陵区，咸阳市泾阳县、礼泉县、兴平市，西安市鄠邑区、高新区、长安区、蓝田县，渭南市临渭区，全长约270公里，由北段、南段及连霍高速、榆蓝高速、沪陕高速的部分路段组成。其中，北段为临兴高速（原西咸北环线），全长122.613公里，于2015年12月8日建成通车；南段主线全长70.164公里，于2022年9月28日建成通车。

## 北段
西安外环高速北段，即临兴高速，原名“西咸北环线”，国家高速公路编号 ，全长122.613公里，设计速度120公里/小时，总投资约126亿元人民币，采用双向六车道高速公路标准建设。起于连霍高速临潼零口枢纽、终至京昆高速鄠邑东立交。于2013年9月26日全面开工，2015年12月8日建成通车。

## 南段
西安外环高速南段，省级高速公路编号 。主线全长70.164公里，项目概算总投资134.82亿元人民币，路线起于西安市鄠邑区谷子硙，途经西安市高新区、长安区、蓝田县三个区县，共17个街道办103个自然村，终点位于蓝田县沪陕高速蓝田东立交，采用双向六车道高速公路标准设计，设计时速120公里，整体式路基宽度34.5米，共设11处互通式立交，其中枢纽立交4处。隧道总长2819.5米/1座；桥梁总长36675米/29座，其中特大桥31506米/7座；全线桥隧比56.3%。于2017年12月27日开工建设，鄠邑至西沣段于2022年2月28日建成通车，全线于2022年9月28日通车。
控制性工程白鹿原隧道全长2819.5米，开挖宽度18.7米，开挖断面192.3平方米，为国内单洞断面最大的三车道土质隧道，于2018年5月进洞施工，2021年7月顺利贯通。浐河特大桥为全线唯一的连续刚构桥，桥梁全长2266.5米，主桥跨径47+80+47米，共设101个桥墩，最大墩高65米。
子午服务区，是陕西省第一个开放式服务区、第一个休闲运动主题服务区，可进行聚会、宴会、联欢、游艺、拓展、培训等各类活动。占地面积180亩，距秦岭野生动物园仅5公里。主体建筑为钢筋混凝土框架结构，地上两层，总建筑面积1.6万平方米，建筑高度11.4米。

## 东段
西安外环高速东段，目前需要绕行渭南，借用沪陕高速蓝田至玉山段、榆蓝高速玉山至赤水段、连霍高速赤水至零口段，总长约78公里。
根据中华人民共和国交通运输部“十四五”规划、西安市“十四五”综合交通运输规划，外环高速东段将采用时速100公里的双向六车道高速标准建设，建设年限为2023-2025年。北起于临潼区零口街道，与外环高速北段、连霍高速相接；南止于蓝田县城以北，与外环高速南段、沪陕高速相接，全长38.15公里，估算投资107.22亿元人民币。路基宽度33.5米，全线隧道长7580米，占路线长度的19.87%；桥梁全长15459米，占路线长度的40.5%。全线设零口（枢纽）、临潼东、烽火台、蓝田东（枢纽）4处互通式立交，天桥23处、通道7座，设互通立交连接线2.1公里（二级公路，设计速度40公里/小时，路基宽10米）；拟设服务区1处，匝道收费站2处，监控中心、养护工区、桥隧管理站、交警营房各1处。该段高速公路将纳入西安都市圈环线高速，编号 。

## 建设历程
- 2013年9月26日，北段全面开工。
- 2015年12月3日，陕西省人民政府以陕政函〔2015〕255号文件批复同意北段设站收取车辆通行费[10]。
- 2015年12月8日，北段建成通车。
- 2017年12月27日，南段开工。
- 2018年3月18日，控制性工程蓝田段隧道右线开工。
- 2019年6月，南段路基桥梁工程全面开工。
- 2021年4月8日，南段雁引路改线施工完成。
- 2021年7月21日，白鹿原隧道右洞顺利贯通。
- 2021年12月22日，南段高新段路面工程全部完工[11]。
- 2022年2月28日，南段高新段建成通车。
- 2022年8月25日，南段项目顺利通过交工验收。
- 2022年9月26日，陕西省人民政府以陕政函〔2022〕129号文件批复同意南段设站收取车辆通行费[12]。
- 2022年9月28日，南段建成通车[5]。

## 车辆通行费
西安外环高速公路南段收费期限20年，自2022年2月28日至2042年2月27日。若国家公路收费政策调整，从其规定。

### 客车
| 类别 | 车辆类型       | 核定载人数 | 说明                                             | 道路费率标准（元/车·公里） |
| ---- | -------------- | ---------- | ------------------------------------------------ | -------------------------- |
| 1类  | 微型、小型     | ≤9         | 车长小于6000mm且核定载人数不大于9人的载客汽车    | 0.70                       |
| 2类  | 中型乘用车列车 | 10-19—     | 车长小于6000mm且核定载人数为10-19人的载客汽车—   | 1.23                       |
| 3类  | 大型           | ≤39        | 车长不小于6000mm且核定载人数不大于39人的载客汽车 | 1.58                       |
| 4类  | 大型           | ≥40        | 车长不小于6000mm且核定载人数不小于40人的载客汽车 | 1.90                       |

### 货车及专项作业车
| 类别 | 总轴数（含悬浮轴） | 说明                                         | 道路费率标准（元/车·公里） |
| ---- | ------------------ | -------------------------------------------- | -------------------------- |
| 1类  | 2                  | 车长小于6000mm且最大允许总质量小于4500kg     | 0.70                       |
| 2类  | 2                  | 车长不小于6000mm且最大允许总质量不小于4500kg | 1.26                       |
| 3类  | 3                  | —                                            | 2.03                       |
| 4类  | 4                  | —                                            | 2.47                       |
| 5类  | 5                  | —                                            | 2.71                       |
| 6类  | 6                  | —                                            | 2.86                       |

大件运输车辆的道路收费标准和桥隧加收标准，以1类货车收费标准为基数，7轴收费系数为7，7轴以上按每增加一轴增加收费系数1，依此类推，最高至15轴。15轴以上收费系数统一按15轴执行。

## 沿线设施列表

子午服务区

| 地区                                                                                         | 里程 | 类型                              | 名称            | 连接              | 说明                  |
| -------------------------------------------------------------------------------------------- | ---- | --------------------------------- | --------------- | ----------------- | --------------------- |
| 西安市 临潼区                                                                                | 0    | 枢纽                              | 零口枢纽        | 西潼高速          |                       |
| 西安市 临潼区                                                                                | 2    | 出入口                            | 零口            | 310国道           |                       |
| 西安市 临潼区                                                                                | 15   | 出入口                            | 新市            | 312省道           |                       |
| 西安市 高陵区                                                                                | 22   | 停车场 · 加油设施 · 修车站 · 餐厅 | 高陵服务区      | 高陵服务区        |                       |
| 西安市 高陵区                                                                                |      | 枢纽                              | 高陵北枢纽      | 西禹高速          |                       |
| 西安市 高陵区                                                                                | 31   | 出入口                            | 高陵西          | 312国道           |                       |
| 西安市 高陵区                                                                                | 40   | 出入口                            | 永乐东          | 312国道           |                       |
| 咸阳市 泾阳县                                                                                |      | 枢纽                              | 永乐西枢纽      | 西延高速          |                       |
| 咸阳市 泾阳县                                                                                | 51   | 出入口                            | 泾阳北          | 211国道           |                       |
| 咸阳市 泾阳县                                                                                | 58   | 停车场 · 加油设施 · 修车站 · 餐厅 | 泾阳服务区      | 泾阳服务区        |                       |
| 咸阳市 泾阳县                                                                                | 63   | 出入口                            | 太平            | 211国道           |                       |
| 咸阳市 礼泉县                                                                                |      | 枢纽                              | 马庄北枢纽      | 咸旬高速          |                       |
| 咸阳市 礼泉县                                                                                |      | 枢纽                              | 马庄西枢纽      | 永咸高速          |                       |
| 咸阳市 秦都区                                                                                | 80   | 出入口                            | 店张            | 312国道           |                       |
| 咸阳市 兴平市                                                                                | 85   | 停车场 · 加油设施 · 修车站 · 餐厅 | 茂陵服务区      | 茂陵服务区        |                       |
| 咸阳市 兴平市                                                                                | 89   | 出入口                            | 茂陵            | 105县道           |                       |
| 咸阳市 兴平市                                                                                |      | 枢纽                              | 西吴枢纽        | 西宝高速 西兴高速 | 与 连霍高速共线段起点 |
| 西安市 鄠邑区                                                                                |      | 枢纽                              | 沣渭枢纽        | 西宝高速          | 与 连霍高速共线段终点 |
| 西安市 鄠邑区                                                                                | 111  | 出入口                            | 大王            | 108国道           |                       |
| 西安市 鄠邑区                                                                                | 116  | 停车场 · 加油设施 · 修车站 · 餐厅 | 沣京服务区      | 沣京服务区        |                       |
| 西安市 鄠邑区                                                                                | 122  | 枢纽                              | 鄠邑东枢纽      | 西户高速          |                       |
| 西安市 鄠邑区                                                                                | 127  | 出入口                            | 秦渡            | 211国道           |                       |
| 西安市 长安区                                                                                | 133  | 出入口                            | 五星            | 西太路            |                       |
| 西安市 长安区                                                                                | 138  | 出入口                            | 西沣            | 210国道           |                       |
| 西安市 长安区                                                                                | 142  | 出入口                            | 子午西          | 子午大道          |                       |
| 西安市 长安区                                                                                | 144  | 停车场 · 加油设施 · 修车站 · 餐厅 | 子午服务区      | 子午服务区        |                       |
| 西安市 长安区                                                                                | 145  | 出入口                            | 子午东          | 子午东            |                       |
| 西安市 长安区                                                                                | 148  | 出入口                            | 长安南          | 长安大道          |                       |
| 西安市 长安区                                                                                |      | 枢纽                              | 王莽互通        | 西康高速          |                       |
| 西安市 长安区                                                                                | 162  | 出入口                            | 王莽            | 雁引路            |                       |
| 西安市 长安区                                                                                | 167  | 停车场 · 加油设施 · 修车站 · 餐厅 | 杨庄服务区      | 杨庄服务区        |                       |
| 西安市 蓝田县                                                                                | 173  | 出入口                            | 汤峪            | 关中环线          |                       |
| 西安市 蓝田县                                                                                |      | 隧道                              | 白鹿原隧道      | 白鹿原隧道        |                       |
| 西安市 蓝田县                                                                                |      | 枢纽                              | 蓝田南枢纽      | 蓝商高速          |                       |
| 西安市 蓝田县                                                                                |      | 枢纽 · 出入口                     | 蓝田东枢纽 蓝田 | 西商高速 344国道  |                       |
| 1.000 英里 = 1.609 千米；1.000 千米 = 0.621 英里 并行路段 • 已关闭／取消 • 限制进入 • 未开放 |      |                                   |                 |                   |                       |